# Horloge astronomique de Sénac

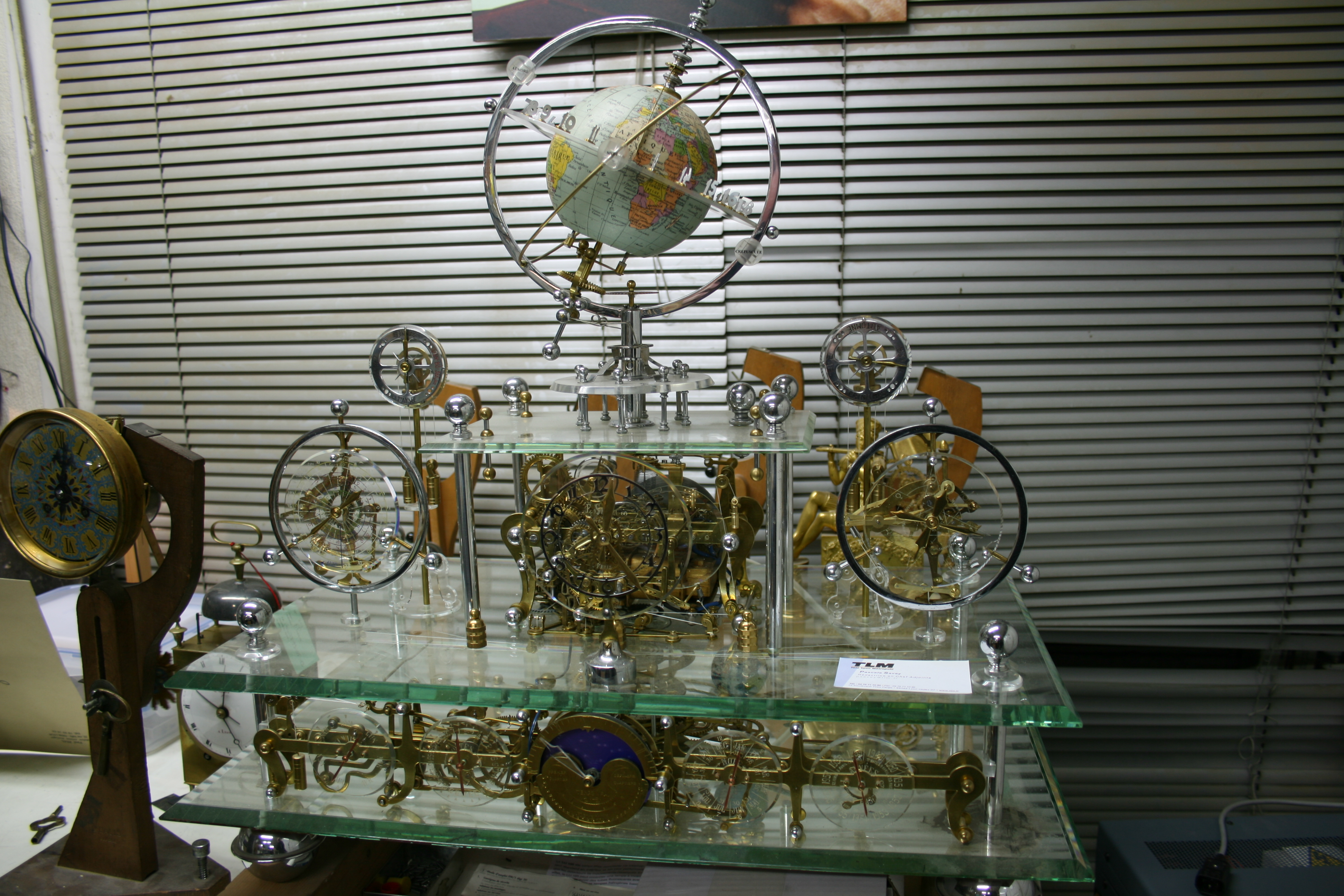
Horloge de Sénac

L'horloge astronomique de Sénac est une petite horloge astronomique et planétaire de style squelette construite entre 1934 (ou 1937) et 1947 par Émile-Jean Sénac, un horloger autodidacte né le 20 mai 1887. Elle se trouve actuellement au musée du Temps de Besançon.

## Présentation
Cette horloge astronomique est composée de 16 cadrans qui indiquent :
- l'heure de tous les pays avec le temps vrai et le temps moyen (l'équation du temps est indiquée par une came à révolution annuelle suivant les principes d'Achille Brocot)
- la semaine, la date, le mois et l'année (les jours bissextiles n'étant réglés que pour 100 ans, il faudra une intervention manuelle en 2100)
- les saisons
- les fêtes pascales (comput non perpétuel)
- la marche des planètes, les phases lunaires, les éclipses (affichage cyclique)

L'affichage se fait au cinquième de seconde et l'échappement utilise un ressort hélicoïdal de John Arnold.
L'horloge est équipée d'un système de remontage automatique puisqu'elle déclenchait d'elle-même son remontage toutes les 3 ou 5 heures (à préciser) par un moteur à induction, type Galileo Ferraris. Le remontage à la main est néanmoins possible.

## Historique
L'horloge a été exposée en 1948 au Palais de la découverte à Paris. Par la suite, elle est passée par le Centre technique de l'industrie horlogère à Besançon, avant d'être donnée au musée du Temps de Besançon en 1995.
L'horloge a été restaurée en 2008 par Paul Réal (1946-2008), un horloger de Lyon, avant d'être exposée au Musée du temps. Elle est actuellement (décembre 2017) entreposée dans les réserves du musée.

## Sources
- La pendule astronomique de E. J. Sénac présentée au Palais de la découverte, Paris, 1948.
- La France Horlogère, juin 1948, pages 48-50
- Revue française des bijoutiers horlogers, numéro 102, avril 1949
- Le Figaro, 11 juin 1954
- Joëlle Mauerhan, « L'horloge d'Emile-Jean Sénac », Horlogerie Ancienne, numéro 65, juin 2009, pages 8-10.
- Joëlle Mauerhan, « L'horloge d'Emile-Jean Sénac », Horlogerie Ancienne, numéro 66, décembre 2009, pages ???
- Richard Chavigny, Les Brocot, une dynastie d'horlogers, Éditions Antoine Simonin, 1991.
- Musée du temps, programme de restauration 2005.
- François Le Lionnais, Le temps, Paris : Encyclopédie Essentielle, 1959 (contient une photographie de l'horloge de Sénac).

## Galerie

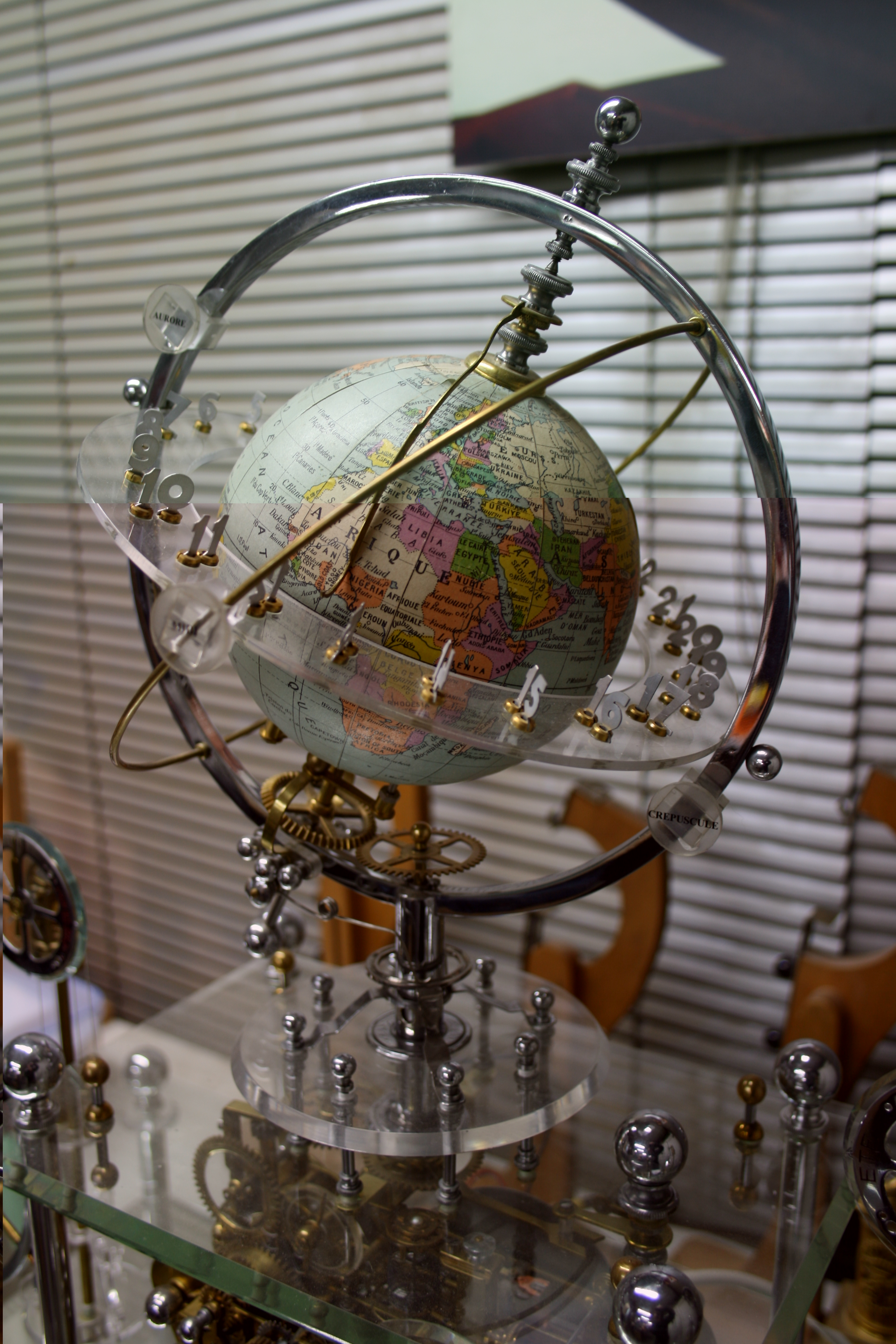
Horloge de Sénac (détail)